# Iodprobe

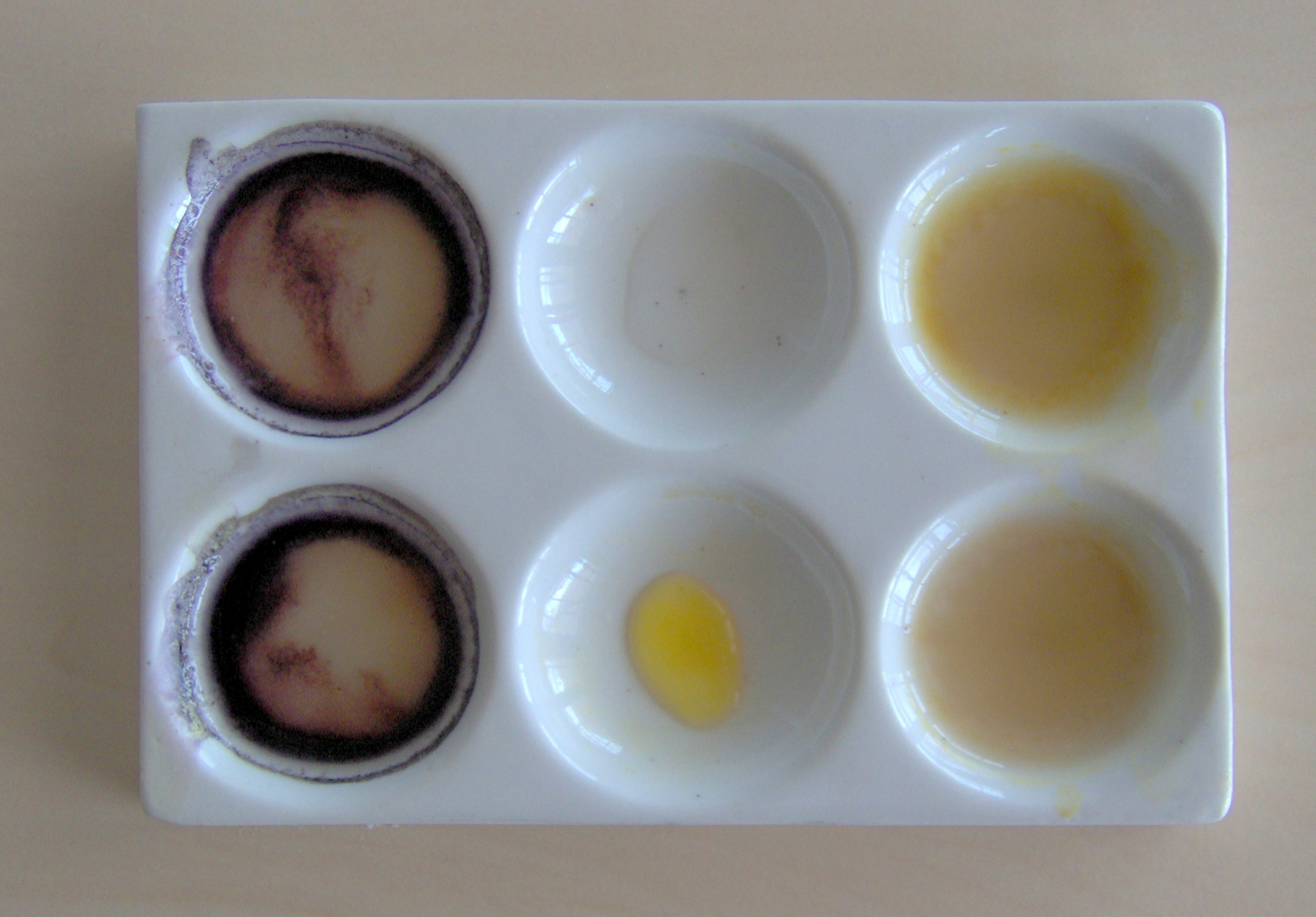
Iodproben an Maische beim Bierbrauen. Links zwei blaue Probenergebnisse, die noch Stärke enthalten, rechts gelbliche ohne Stärke.

Die Iodprobe (Iod-Stärke-Reaktion) ist ein nasschemisches Verfahren zum Nachweis von Stärke, für die früher fast ausschließlich Iod-Kaliumiodid-Lösungen nach Lugol verwendet wurden. (Umgekehrt ist die Iodprobe auch zum Nachweis von Iod durch den Einsatz einer Stärkelösung anwendbar.) Da Iod schlecht in Wasser löslich ist, verwendete Lugol gutmeinend den Zusatzstoff Kaliumiodid. Dadurch entstehen gut wasserlösliche Tri-, Penta-, Hepta-, Nona- und Polyiodidionen, die aber keine ursächliche Wirkung auf die Entstehung der farbigen Iod-Stärke-Einschlussverbindung haben.
Gemäß aktueller GHS-Einstufung erhalten die üblicherweise verwendeten Lugolschen Lösungen (auch: Lugol-Lösung) die Einstufung GHS08 „Gesundheitsgefahr“. Insbesondere der Zusatzstoff Kaliumiodid mit der Einstufung GHS 08 stellt eine unnötige Gefährdung dar, da er bei der Nachweisreaktion keine Rolle spielt und somit verzichtbar ist. Da ein Stärkenachweis mit einer geringer konzentrierten Iod-Lösung ebenfalls erfolgreich ist, sind die klassischen Lugolschen Lösungen zum Stärkenachweis obsolet und können durch ein Ersatzverfahren (s. u.) substituiert werden.
Ersatzverfahren: Eine Iodlösung mit einer Konzentration von 0,025 mol/L (ca. 0,635 % Iod) besitzt derzeit keine Einstufung gemäß GHS, kann aber dennoch erfolgreich für einen Stärkenachweis verwendet werden. Gemäß Ersatzstoffprüfung in der Gefährdungsbeurteilung gemäß § 5 Arbeitsschutzgesetz empfiehlt sich daher die Verwendung der geringer konzentrierten Lösung ohne den Einsatz des Hilfsstoffes Kaliumiodid: Die schlechte Löslichkeit von Iod in Wasser spielt keine Rolle, wenn das Testreagenz wenigstens einen Tag vor der ersten Verwendung angesetzt wird.

## Anwendungen des Tests auf Stärke

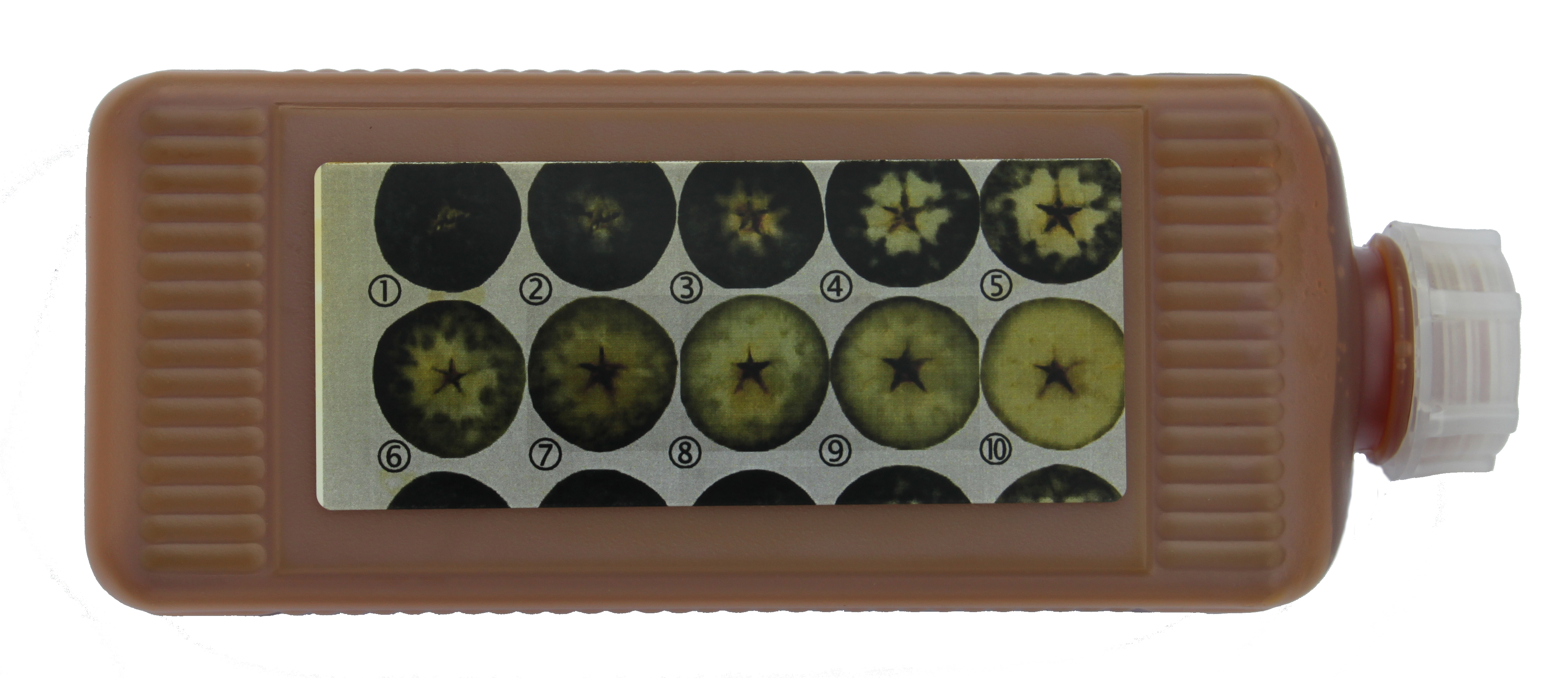
Flasche mit Iodlösung für Iod-Stärke-Test zur Feststellung des Erntezeitpunkts bei Äpfeln

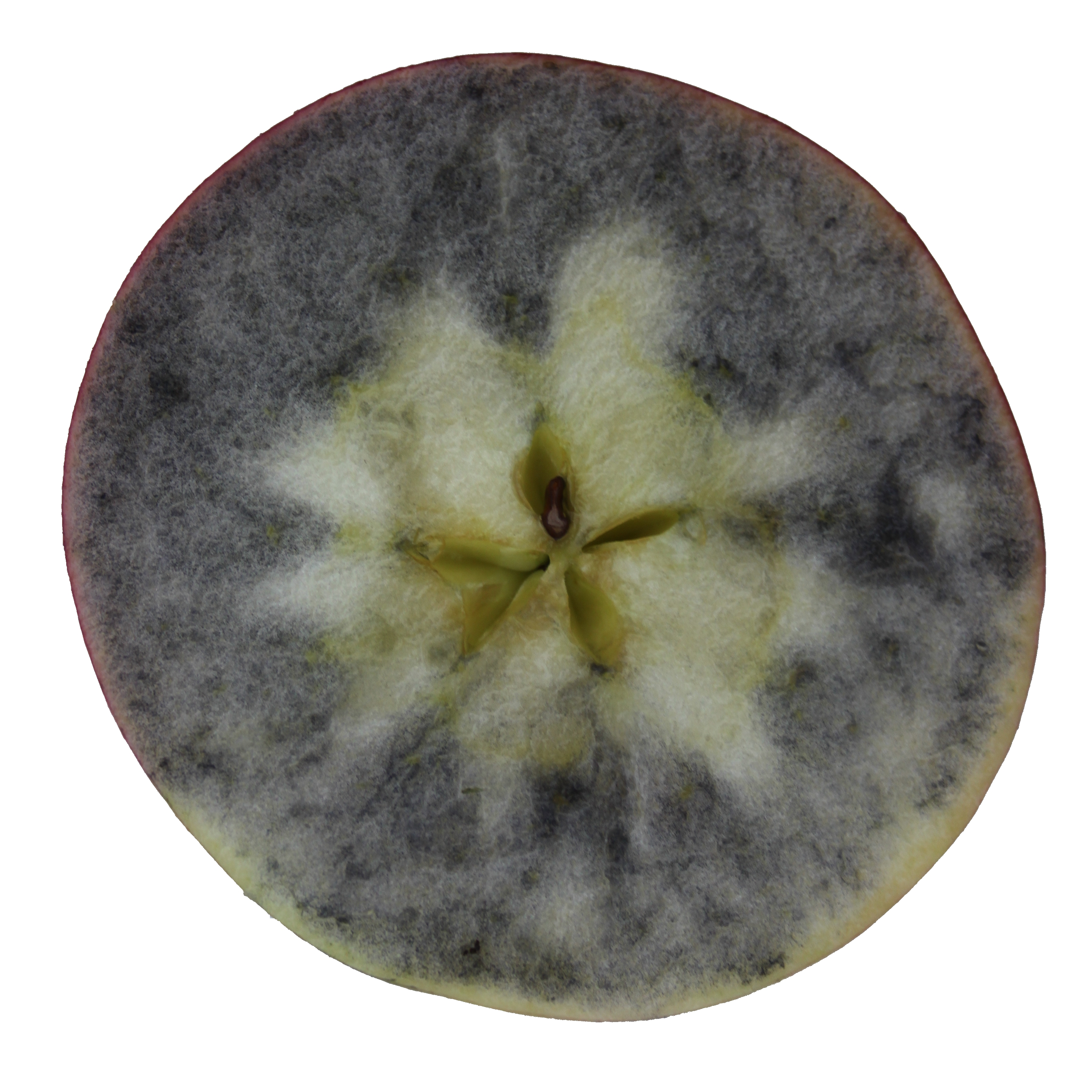
Aufgeschnittener Apfel der Stärkeabbaustufe 4–5

Im Obstbau wird eine Iodprobe zur Bestimmung des Erntezeitpunkts angewandt. Dazu werden die Schnittflächen frisch gepflückter Äpfel mit einer Lösung aus 3 g Iod und 10 g Kaliumiodid in 1 L Wasser benetzt. Wie oben beschrieben, kann auf die Verwendung von Kaliumiodid (GHS 08) verzichtet werden, wenn das Reagenz wenigstens einen Tag vor der ersten Verwendung angesetzt wird. Anschließend wird das Stärkeabbaumuster anhand einer Vorlage bewertet.
Chemisch funktionierende Geldscheinprüfstifte sind Filzstifte, mit denen etwas Iodlösung auf einen Geldschein gestrichen wird. Banknotenpapiere basieren auf Baumwolle und/oder Polymer und enthalten keine Stärke, der leicht gelbliche Strich verblasst eher, während die meisten Büro- und Kopierpapiere Stärke enthalten, die den Strich rasch blau erscheinen lassen.

## Chemischer Hintergrund
Die in der Stärke vorhandene Amylose besitzt eine helixförmige Konformation mit einem kanalartigen Hohlraum in der Mitte. Entgegen einer früheren Ansicht sind hierzu keine Oligo- oder Polyiodidketten (I3−, I5−, I7−, I9−) erforderlich, sondern lediglich unbegrenzt lange Ketten aus neutralem Iod. Im Polyiod-Stärke-Komplex sind die Valenzelektronen der Iod-Atome delokalisiert. Dadurch verringert sich die Anregungsenergie der Valenzelektronen, sodass sie im langwelligeren Bereich Licht absorbieren, weshalb der Polyiodid-Stärke-Komplex, komplementär zum Absorptionsspektrum, blau-schwarz erscheint. Je nach Stärke-Typ (Stärke aus Kartoffeln, Mais, Weizen, Reis …), industrieller Aufbereitung der Stärkeprodukte und Konzentration der Reaktanden erscheint die Färbung rötlich, violett, blau oder schwarz. Hierzu lässt sich als Regel aufstellen, dass eine stärkere Verzweigung der Molekülkette eine rötliche Verfärbung verursacht (20–30 Glucose-Einheiten bis zur nächsten Verzweigung) und eine weniger verzweigte Kette (über 45 Einheiten bis zur nächsten Verzweigung) einen blauen Eindruck hervorruft. Diese Färbung wird qualitativ als Stärkenachweis und quantitativ beim analytischen Verfahren der Iodometrie zur Bestimmung des Stärkegehaltes ausgenutzt. Beim Erwärmen der tiefblauen bis blauvioletten Lösung findet eine Entfärbung statt.
Durch Zugabe von Ethanol oder Schwefelkohlenstoff werden die Polyiodketten aus der Helix herausgelöst, ebenso bei enzymatischer Hydrolyse der Amylose durch Zugabe von Amylase.